# The Infection
The Infection – piąty album studyjny amerykańskiej grupy muzycznej Chimaira wydany 21 kwietnia 2009 roku przez wytwórnię Ferret Music.

## Lista utworów
1. „The Venom Inside” – 4:05
2. „Frozen in Time” – 4:05
3. „Coming Alive” – 3:04
4. „Secrets of the Dead” – 4:24
5. „The Disappearing Sun” – 4:24
6. „Impending Doom” – 6:05
7. „On Broken Glass” – 3:46
8. „Destroy and Dominate” – 4:42
9. „Try to Survive” – 4:40
10. „The Heart of It All” – 14:52

## Twórcy
- Mark Hunter – śpiew
- Rob Arnold – gitara
- Matt DeVries – gitara
- Jim LaMarca – gitara basowa
- Andols Herrick – perkusja
- Chris Spicuzza – keyboard
- Ben Schigel – produkcja
- Ted Jensen – mastering